# Niezwyciężony Spider-Man
Niezwyciężony Spider-Man (oryg. Spider-Man Unlimited) – amerykański superbohaterski serial animowany z 1999 roku na podstawie serii komiksów o superbohaterze o tym samym pseudonimie wydawnictwa Marvel Comics. W oryginalnej wersji językowej głównym postaciom głosów użyczyli: Rino Romano, Akiko Morison, Rhys Huber, John Payne, Kim Hawthorne, Richard Newman i Jennifer Hale.
Niezwyciężony Spider-Man zadebiutował 2 października 1999 roku w Stanach Zjednoczonych na antenie Fox Kids. Serial został zakończony po pierwszej serii. 31 marca 2001 roku wyemitowano ostatni, trzynasty odcinek serialu. W Polsce był emitowany na kanale Polsat.

## Obsada
- Rino Romano jako Peter Parker / Spider-Man, Hector Jones / Green Goblin[1][2]
- Akiko Morison jako Naoko Yamada-Jones[1][2]
- Rhys Huber jako Shane Yamada-Jones[1][2]
- John Payne jako John Jameson[1][2]
- Kim Hawthorne jako Karen O’Malley[1][2]
- Richard Newman jako J. Jonah Jameson, High Evolutionary[1][2]
- Ron Halder jako Sir Ram[1][2]
- David Sobolov jako Lord Tyger[1][2]
- Tasha Simms jako Lady Ursa[1][2]
- Jennifer Hale jako Mary Jane Watson-Parker, Lady Vermin[1][2]
- Dale Wilson jako X-51, Machine Men, Electro[1][2]
- Brian Drummond jako Eddie Brock / Venom[1][2]
- Michael Donovan jako Cletus Kasady / Carnage[1][2]
- Garry Chalk jako Meugniot[1][2]
- Paul Dobson jako The Hunter[1][2]
- Christopher Gaze jako Daniel Bromley[2]
- Scott McNeil jako Vulture[1][2]

Ponadto w serialu głosów użyczyli: Kathleen Barr, Jim Byrnes, Janyse Jaud, Blu Mankuma i Alec Willows.

## Emisja
Niezwyciężony Spider-Man zadebiutował 2 października 1999 roku w Stanach Zjednoczonych na antenie Fox Kids. Po trzech pierwszych odcinkach zawieszono emisję serialu i zastąpiono go Avengers. Serial wznowiono w grudniu 2000 roku, rozpoczynając jego emisję od pierwszego odcinka. Niezwyciężony Spider-Man został zakończony po pierwszej serii. 31 marca 2001 roku wyemitowano ostatni, trzynasty odcinek serialu. W Polsce był emitowany na kanale Polsat.
Serial został wydany 3 maja 2010 roku na DVD w Wielkiej Brytanii przez Clear Vision.
Od 12 listopada 2019 roku Niezwyciężony Spider-Man jest jednym z seriali dostępnych na Disney+ w Stanach Zjednoczonych i w innych krajach, gdzie serwis jest dostępny.

## Lista odcinków
| Nr | Tytuł                       | Reżyseria         | Scenariusz                          | Premiera (Fox Kids)  |
| -- | --------------------------- | ----------------- | ----------------------------------- | -------------------- |
| 1  | Worlds Apart, Part 1        | Patrick Archibald | Michael Reaves, Will Meugniot       | 2 października 1999  |
| 2  | Worlds Apart, Part 2        | Patrick Archibald | Michael Reaves                      | 9 października 1999  |
| 3  | Where Evil Nests            | Patrick Archibald | Brynne Chandler Reaves, Steve Perry | 16 października 1999 |
| 4  | Deadly Choices              | Patrick Archibald | Steve Perry                         | 23 grudnia 2000      |
| 5  | Steel Cold Heart            | Patrick Archibald | Roger Slifer                        | 13 stycznia 2001     |
| 6  | Enter the Hunter!           | Patrick Archibald | Diane Duane, Peter Morwood          | 3 lutego 2001        |
| 7  | Cry Vulture                 | Patrick Archibald | Larry Brody, Robert Gregory-Browne  | 10 lutego 2001       |
| 8  | Ill-Met by Moonlight        | Patrick Archibald | Larry Brody, Robert Gregory-Browne  | 17 lutego 2001       |
| 9  | Sustenance                  | Patrick Archibald | Larry Brody, Robert Gregory-Browne  | 3 marca 2001         |
| 10 | Matters of the Heart        | Patrick Archibald | Mark Hoffmeier, Larry Brody         | 10 marca 2001        |
| 11 | One is the Loneliest Number | Patrick Archibald | Larry Brody, Robert Gregory-Browne  | 17 marca 2001        |
| 12 | Sins of the Fathers         | Patrick Archibald | Larry Brody, Robert Gregory-Browne  | 24 marca 2001        |
| 13 | Destiny Unleashed           | Patrick Archibald | Larry Brody, Robert Gregory-Browne  | 31 marca 2001        |

## Produkcja
W 1998 roku, po wyprodukowaniu piątego sezonu serialu Spider-Man, Fox Kids miało podpisaną umowę z Marvel Studios na stworzenie kolejnego. Jednakże z powodu nieporozumień pomiędzy szefową stacji, Margaret Loesch, a szefem studia, Avi Aradem, zrezygnowano z kontynuowania produkcji. Zamiast tego Fox Kids podjęło decyzję o stworzeniu nowej serii, jak najtańszym kosztem. Rozważano, aby Saban Entertainment zekranizowało 26 pierwszych zeszytów serii The Amazing Spider-Man.
Sytuacja skomplikowała się, kiedy Marvel Entertainment zawarło umowę na wyłączność z Sony Pictures dotyczącą produkcji filmów i seriali o Spider-Manie. W tym momencie Fox Kids i Saban Entertainment stracili dostęp do klasycznej biblioteki Spider-Mana, jego kostiumu i większości drugoplanowych postaci.
Producenci Will Meugniot i Michael Reaves wpadli wówczas na pomysł stworzenia serialu opartego na futurystycznym komiksie Spider-Man 2099, jednak doszli do wniosku, że serial będzie zbyt podobny do animacji Batman przyszłości. Po przeanalizowaniu możliwości zdecydowano się na wykorzystanie przeciwziemi (oryg. Counter-Earth), która była dodatkową planetą w układzie słonecznym w komiksach Marvela i dokładnym duplikatem Ziemi stworzonym i kontrolowanym przez High Evolutionary.
Poza Meugniotem i Reavesem scenariusz do serialu napisali: Steve Perry, Brynne Chandler Reaves, Diane Duane, Peter Morwood, Robert Gregory-Browne, Mark Hoffmeier, Roger Slifer i Larry Brody. Animacją zajęło się studio Koko Enterprises. Producentami wykonawczymi byli Arad oraz Eric Rollman i Matthew Edelman. Muzykę do serialu skomponowali: Jeremy Sweet, Ian Nickus, Shuki Levy, Ron Kenan oraz Haim Saban pod pseudonimem „Kussa Mahchi”.
Po wyemitowaniu pierwszych trzech odcinków serial został usunięty z ramówki i zastąpiony Avengers. W tym czasie Fox Kids dokonywało częstych i chaotycznych zmian w swoim programie, aby konkurować z innymi stacjami telewizyjnymi i z rosnącą popularnością Pokémonów. Po zakończeniu Avengers powrócono do dalszej emisji serialu. Napisany został scenariusz do sześciu odcinków drugiego sezonu, jednak w listopadzie 1999 roku stacja zdecydowała się zakończyć produkcję serialu po pierwszym sezonie.